# Tetrateleia tenuifolia
Tetrateleia tenuifolia är en paradisblomsterväxtart som först beskrevs av Johann Friedrich Klotzsch, och fick sitt nu gällande namn av Arwidsson. Tetrateleia tenuifolia ingår i släktet Tetrateleia och familjen paradisblomsterväxter. Utöver nominatformen finns också underarten T. t. maculatiflora.